# مؤسسة البرمجيات المفتوحة
 مؤسسة البرمجيات المفتوحة (بالإنجليزية: Open Software Foundation)‏ تختصر (OSF) هي منظمة لم تكن هادفة للربح، انشئت في عام 1988 بموجب القانون الوطني للبحوث التعاونية، الولايات المتحدة. لسنة 1984 والهدف إنشاء معيار مفتوح لتطبيق نظام التشغيل يونكس.